# Marek Jaskółka
Marek Jaskółka (Ruda Śląska, 19 april 1976) is een triatleet uit Polen. Hij nam namens zijn vaderland deel aan de Olympische Spelen (2012) in Londen, waar hij eindigde op de 47ste plaats in de eindrangschikking met een tijd van 1:52.38. Vier jaar eerder deed Jaskółka eveneens mee aan de olympische triatlon. In Peking bereikte hij de finish niet: hij werd op één ronde achterstand gezet en daarmee uit de strijd genomen. Jaskółka won in 2015 de Europese titel lange afstand.

## Palmares

### triatlon
- 2005: DNF WK olympische afstand in Gamagōri

- Gemeinsame Normdatei: 173703755
- International Standard Name Identifier: 0000 0003 5689 6478
- Virtual International Authority File: 190967214
- WorldCat: E39PBJyH3vTHFRjcmxPKtJf8YP